# Gaultois
Gaultois est une ville canadienne située sur l'île de Terre-Neuve dans la province de Terre-Neuve-et-Labrador.
L'accès se fait exclusivement par bateau, faute de route.
L'endroit était un îlot de peuplement français avant le Traité d'Utrecht en 1713.
Avant la Confédération avec le Canada en 1949, Gaultois était la ville des douanes pour ceux qui souhaitaient se rendre sur les îles de Saint-Pierre-et-Miquelon. Avant la réinstallation, la population était tombée à 107 en 1956, après un pic de 252 cinq ans plus tôt. Après la réinstallation en 1966, la population gaultoise est passée à 594 personnes, l’usine de transformation du poisson et ses dragueurs étant le principal employeur de la ville. Le premier Waymaster en 1877 était Richard Bradshaw.
Communauté de pêcheurs, Gaultois a connu un déclin lorsque le Lake Group a annoncé pour la première fois la fermeture de son usine de transformation du poisson en 1981, puis de nouveau en 1990, lorsque Fishery Products International a fermé l’usine de façon permanente. En 2017, la population avait chuté de 80% depuis les années 90.